# کرم نیرلو
کرم نیرلو (زاده ۱۳۲۲ تهران - درگذشت ۱۳۵۵) بازیکن تیم ملی فوتبال ایران در المپیک ۱۹۶۴ توکیو ژاپن بود. وی در رده باشگاهی برای تاج تهران بازی کرده‌است.
وی در سال ۱۳۵۵ در سن ۳۳ سالگی به دلیل سرطان درگذشت.
نیرلو در المپیک ۱۹۶۴ توکیو در دو بازی برای تیم ملی به میدان رفت و تنها گل تیم ملی را در بازی دوم مقابل مکزیک به ثمر رساند.